# Helmuth Weidling
Helmuth Otto Ludwig Weidling, född 2 november 1891 i Halberstadt, död 17 november 1955 i Vladimir, var en tysk militär och artillerigeneral, General der Artillerie. Han dekorerades 1944 med Riddarkorset av Järnkorset med eklöv och svärd.

## Biografi
Weidling blev 1912 löjtnant vid 1. luftskeppsbataljonen och under första världskriget stred han som befälhavare för ett artilleribatteri. Efter kriget överfördes han till Reichswehr, befordrades den 1 september 1935 till löjtnant, befordrades till överste den 1 mars 1938 och den 10 november 1938 blev han befälhavare för 56. artilleriregementet, med vilket han deltog i fälttåget mot Polen 1939. Den 10 april 1940 blev Weidling artillerichef vid XXXX. pansarkåren och tjänstgjorde med pansarkåren i både fälttåget mot Frankrike 1940 och i det ryska fälttåget 1941. Den 1 januari 1942 blev han befälhavare för 86. infanteridivisionen, befordrades till generalmajor den 1 februari 1942 och befordrades till generallöjtnant den 1 januari 1943. Den 15 januari 1943 tilldelades han Riddarkorset av Järnkorset. Den 20 oktober 1943 utsågs Weidling till befälhavare för XXXXI. pansarkåren och blev den 1 januari 1944 general av artilleriet. Den 22 februari 1944 förlänades Weidling Riddarkorset av Järnkorset med eklöv. Den 12 april 1945 blev han befälhavare för LVI. pansarkåren och den 24 april utsåg Hitler honom till befälhavare (kampfkommendant) för Berlins försvar. Weidling tillfångatogs av sovjetiska trupper den 3 maj 1945 och avled i fångenskap 1955.
Enligt en uppgift mördades Weidling av KGB strax innan han skulle ha frigivits och repatrierats.

## Utmärkelser (urval)
Helmuth Weidlings utmärkelser
- Riddarkorset av Järnkorset
  - Riddarkorset: 15 januari 1943
  - Eklöv: 22 februari 1944
  - Svärd: 28 november 1944
- Tyska korset i guld: 23 juni 1942

## Populärkultur
I filmen Undergången från 2004 gestaltas Helmuth Weidling av den tyske skådespelaren Michael Mendl.